# Blaise de Vigenère
Blaise de Vigenère (5. travnja 1523. – 1596.), francuski diplomat i kriptograf. Vigenèreova šifra je po njemu dobila ime, jer je u 19. stoljeću otkriće šifre pogrešno pripisano njemu (Giovan Battista Bellaso prvi spominje ovu šifru).
Vigenère je rođen u mjestu Saint-Pourçain u Francuskoj. Sa 17 godina stupio je u diplomatsku službu, gdje je proveo 30 godina. Pet godina je proveo u Wormskom saboru (njem. Reichstag zu Worms) kao mlađi tajnik. S 24 godine stupio je u službu Vojvode od Neversa (fr. Duc de Nevers). Godine 1549. bio je u dvogodišnjoj diplomatskoj misiji u Rimu i ponovo 1566. U oba slučaja dolazio je u kontakt s knjigama o kriptografiji i s kriptolozima. Kad je 1570. s 47 godina otišao u mirovinu, dao je donaciju od 1000 livra (svoj godišnji prihod) siromasima Pariza. Bio je oženjen s Marie Varé.
U mirovini je napisao preko 20 knjiga, uključujući i:
- Traicté de Cometes (1580.) - Traktat o kometama
- Traicté de Chiffres (1585.) - Traktat o šiframa

U "Traktatu o šiframa" opisao je šifru koja je kasnije po njemu dobila ime i šifru s "autoključem" koju je sam otkrio - to je prva šifra do tada koja se ne razbija lako. Vigenèreova šifra je dugo imala epitet "neprobojna", tek skoro 300 godina kasnije (1850) grof Charles Babbage ju je uspio razbiti.
Vigenère je umro od raka grla 1596.

## Vanjske poveznice
- Digitalna verzija Traicté des Chiffres  Arhivirana inačica izvorne stranice od 24. lipnja 2007. (Wayback Machine) sa stranice bnf